# Kloster Marienweiher

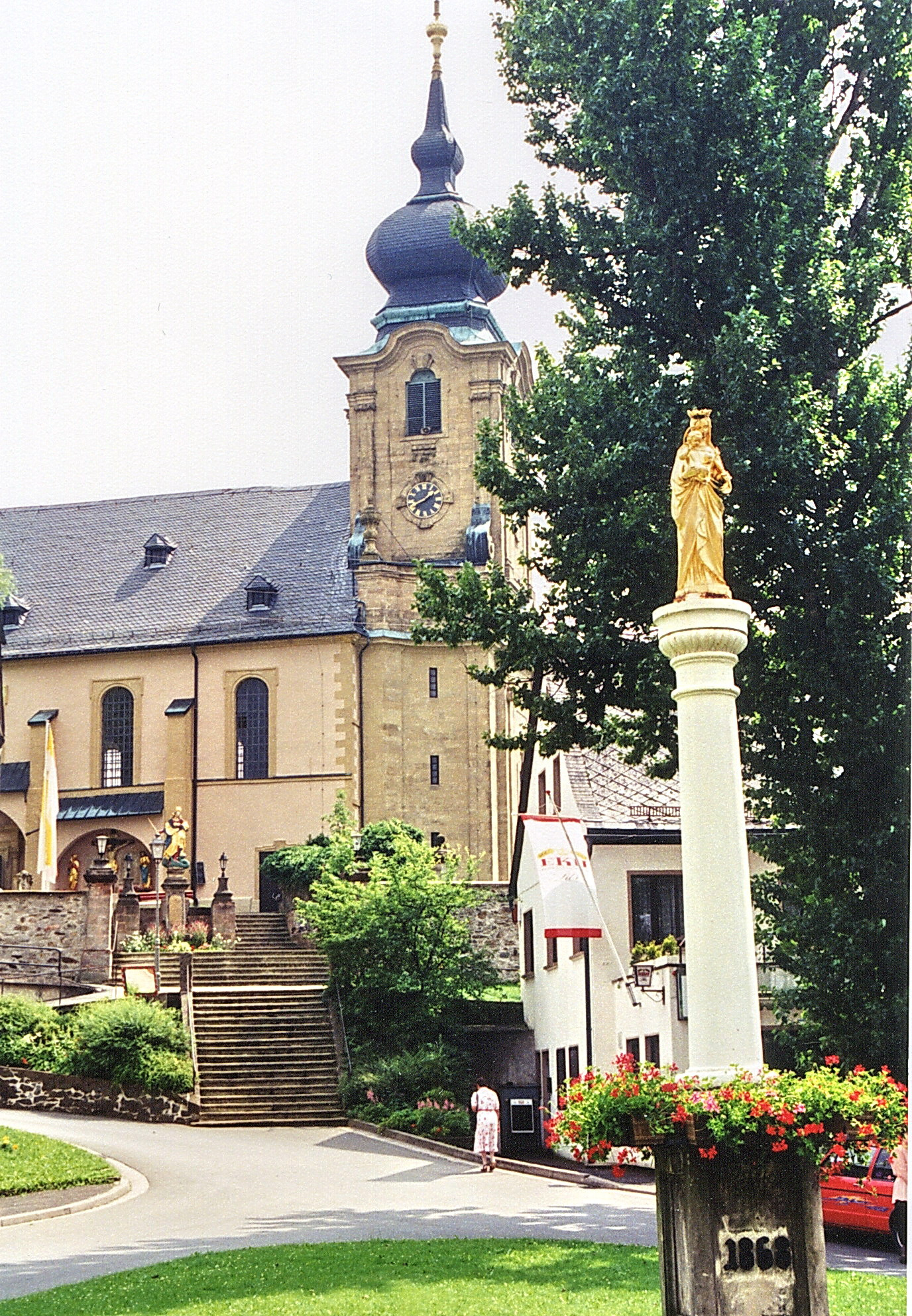
Klosterkirche Mariä Heimsuchung

Das Kloster Marienweiher ist ein Kloster der Franziskaner-Observanten in Marienweiher, einem Ortsteil von Marktleugast in Oberfranken, und gehört zur Erzdiözese Bamberg.

## Geschichte
Das B.V. Maria Miraculosa geweihte Kloster wurde 1646 durch Melchior Otto Voit von Salzburg, Bischof von Bamberg gegründet. Es war erst Hospiz und ab 1699 Konvent.
1718 bis 1721 entstand die barocke Wallfahrtsbasilika Marienweiher.
Im Zuge der Säkularisation in Bayern kam es am 17. Dezember 1802 zur zivilen Inbesitznahme des Klosters, es erfolgte jedoch keine offizielle Aufhebung. Vorübergehend war das Kloster zum Absterben verurteilt, doch am 18. Juli 1828 wurde es offiziell wiedererrichtet. Die bayerischen Franziskaner erhielten vom Staat ein vertraglich zugesichertes Nutzungsrecht am Kloster.
Seit 1984 betreut die schlesische Ordensprovinz der Franziskaner das Kloster.
Am 25. Juni 1993 erhob Papst Johannes Paul II. die Klosterkirche durch das Apostolische Schreiben Celebratum templum zur Basilika minor.
Das Kloster ist im Besitz der bayerischen staatlichen Immobilienverwaltung, die im Jahr 2007 erste Verkaufsüberlegungen anstellte. Anfang 2009 wurde das Kloster auf der Suche nach „Verwertungsmöglichkeiten für das Kloster“ dem Landkreis Kulmbach für einen Euro zum Kauf angeboten, was heftige Proteste vor Ort auslöste. Der damalige bayerische Finanzminister Georg Fahrenschon erklärte, dass er sich ausdrücklich von den Plänen, das Kloster zu veräußern, distanziere. Entsprechende Pläne seien „in keiner Weise“ mit ihm abgestimmt worden. Er habe diesen Prozess gestoppt.